# Canton de Lille-2
Le canton de Lille-2 est une circonscription électorale française du département du Nord créée par le décret du 17 février 2014. Il tient lieu de circonscription d'élection des conseillers départementaux et entre en vigueur lors des élections départementales de 2015.

## Histoire
Un nouveau découpage territorial du département du Nord entre en vigueur à l'occasion des premières élections départementales suivant le décret du 17 février 2014. Les conseillers départementaux sont, à compter de ces élections, élus au scrutin majoritaire binominal mixte. Les électeurs de chaque canton élisent au Conseil départemental, nouvelle appellation du Conseil général, deux membres de sexe différent, qui se présentent en binôme de candidats. Les conseillers départementaux sont élus pour 6 ans au scrutin binominal majoritaire à deux tours, l'accès au second tour nécessitant 12,5 % des inscrits au 1er tour. En outre la totalité des conseillers départementaux est renouvelée. Ce nouveau mode de scrutin nécessite un redécoupage des cantons dont le nombre est divisé par deux avec arrondi à l'unité impaire supérieure si ce nombre n'est pas entier impair, assorti de conditions de seuils minimaux. Dans le Nord, le nombre de cantons passe ainsi de 79 à 41.
Le canton de Lille-2 reprend les contours de l'ancien canton de Marcq-en-Barœul ainsi qu'une partie des anciens cantons de Lille-Nord-Est et Tourcoing-Sud. Il est entièrement inclus dans l'arrondissement de Lille. Le bureau centralisateur est situé à Lille.

## Représentation
| Période élective | Période élective | Mandat | Mandat   | Identité         | Nuance | Nuance | Qualité |
| ---------------- | ---------------- | ------ | -------- | ---------------- | ------ | ------ | --- |
| 2015             | 2021             | 2015   | en cours | Isabelle Frémaux |        | LR     | Ancienne attachée parlementaire Conseillère générale du Canton de Marcq-en-Barœul de 2014 à 2015. |
| 2015             | 2021             | 2015   | en cours | Jean-René Lecerf |        | DVD    | Enseignant du supérieur Président du conseil départemental du Nord depuis 2015, Sénateur du Nord de 2001 à 2015, Conseiller général du Canton de Marcq-en-Barœul de 1988 à 2014, Maire de Marcq-en-Barœul de 1994 à 2001. |
| 2021             | 2028             | 2021   | en cours | Loïc Cathelain   |        | LR     | Assistant parlementaire, adjoint au maire de Marcq-en-Barœul |
| 2021             | 2028             | 2021   | en cours | Marie Champault  |        | DVD    | Employée Adjointe au maire de Mouvaux |

### Résultats détaillés

#### Élections de mars 2015
Lors des élections départementales de 2015, le binôme composé de Isabelle Frémaux et Jean-René Lecerf (Union de la Droite) est élu au premier tour avec 58,91 % des suffrages exprimés, devant le binôme composé de Thomas Brabant et Valérie Talpaert (FN) (18,02 %). Le taux de participation est de 48,69 % (25 873 votants sur 53 142 inscrits) contre 46,81 % au niveau départemental et 50,17 % au niveau national.

#### Élections de juin 2021
Le premier tour des élections départementales de 2021 est marqué par un très faible taux de participation (33,26 % au niveau national). Dans le canton de Lille-2, ce taux de participation est de 36,31 % (19 358 votants sur 53 314 inscrits) contre 30,39 % au niveau départemental. À l'issue de ce premier tour, deux binômes sont en ballottage : Loïc Cathelain et Marie Champault (Union à droite, 49,09 %) et Philippe Crepel et Odile Vidal-Sagnier (Union à gauche avec des écologistes, 19,78 %).
Le second tour des élections est marqué une nouvelle fois par une abstention massive équivalente au premier tour. Les taux de participation sont de 34,36 % au niveau national, 31,01 % dans le département et 36,66 % dans le canton de Lille-2. Loïc Cathelain et Marie Champault (Union à droite) sont élus avec 74,17 % des suffrages exprimés (13 933 voix pour 19 553 votants et 53 331 inscrits),,.

## Composition
| Nom                           | Code Insee | Intercommunalité              | Superficie (km2) | Population (dernière pop. légale)                | Densité (hab./km2) | Modifier                                    |
| ----------------------------- | ---------- | ----------------------------- | ---------------- | ------------------------------------------------ | ------------------ | ------------------------------------------- |
| Lille (bureau centralisateur) | 59350      | Métropole européenne de Lille | 34,83            | Fraction : 7 343 (2022) Commune : 238 695 (2022) | 6 853              | modifier les données · modifier les données |
| Bondues                       | 59090      | Métropole européenne de Lille | 13,05            | 9 666 (2022)                                     | 741                | modifier les données · modifier les données |
| Marcq-en-Barœul               | 59378      | Métropole européenne de Lille | 14,04            | 39 943 (2022)                                    | 2 845              | modifier les données · modifier les données |
| Mouvaux                       | 59421      | Métropole européenne de Lille | 4,17             | 13 239 (2022)                                    | 3 175              | modifier les données · modifier les données |
| Canton de Lille-2             | 5924       |                               |                  | 70 191 (2022)                                    |                    | modifier les données                        |

Le canton de Lille-2 comprend :
1. Trois communes entières ;
2. La partie de la commune de Lille située au nord d'une ligne définie par l'axe des voies et limites suivantes : depuis la limite territoriale de la commune de La Madeleine, rue du Ballon, rue du Bois, rue Gassendi, rue Le Verrier, rue Saint-Luc, rue Jules-Vallès, pont Thiers, jusqu'à la limite territoriale de la commune de Mons-en-Barœul.

## Démographie
En 2022, le canton comptait 70 191 habitants, en évolution de +1,57 % par rapport à 2016 (Nord : +0,51 %, France hors Mayotte : +2,11 %).
| 2013   | 2018   | 2022   |
| ------ | ------ | ------ |
| 69 632 | 68 689 | 70 191 |